# Spiral Architect
Gli Spiral Architect sono un gruppo progressive metal norvegese fondato nel 1993 ad Oslo.

## Storia degli Spiral Architect
Il sound espresso nell'unico album che fino ad ora hanno composto (A Sceptic's Universe) consiste nell'esasperazione delle varianti ritmico/armoniche tipiche del progressive metal, con passaggi tipici della fusion e particolare evidenza per i suoni del basso, il tutto a supporto di parti vocali pulite ma di complessa assimilazione, e vede fra le sue influenze principali il progressive death metal dei Cynic e i momenti più sperimentali di Psychotic Waltz, Watchtower, Sieges Even e Fates Warning di fine anni '80. Prendono nome dall'omonima canzone dei Black Sabbath dall'album Sabbath Bloody Sabbath.

## Membri
- Øyvind Hægeland — cantante, tastiere (Arcturus, Scariot )
- Steinar Gundersen — chitarra solista (Satyricon)
- Andreas Jonsson — chitarra ritmica
- Lars K. Norberg — basso e programming (Satyricon)
- Asgeir Mickelson — batteria (Borknagar, Code, Sturmgeist, Vintersorg, Enslavement of Beauty, Lunaris)

### Guest
- Sean Malone — chapman stick (Cynic, Gordian Knot)

## Discografia
- A Sceptic's Universe (2000)